# Фран лез Анвен
Фран лез Анвен (на френски: Frasnes-lez-Anvaing) е селище в Югозападна Белгия, окръг Ат на провинция Ено. Населението му е около 11 000 души (2006).